# Oxybelis fulgidus
Oxybelis fulgidus (nomes populares: cobra-cipó, paranabóia, cobra-verde) é uma espécie sul-americana de serpente da família dos colubrídeos.

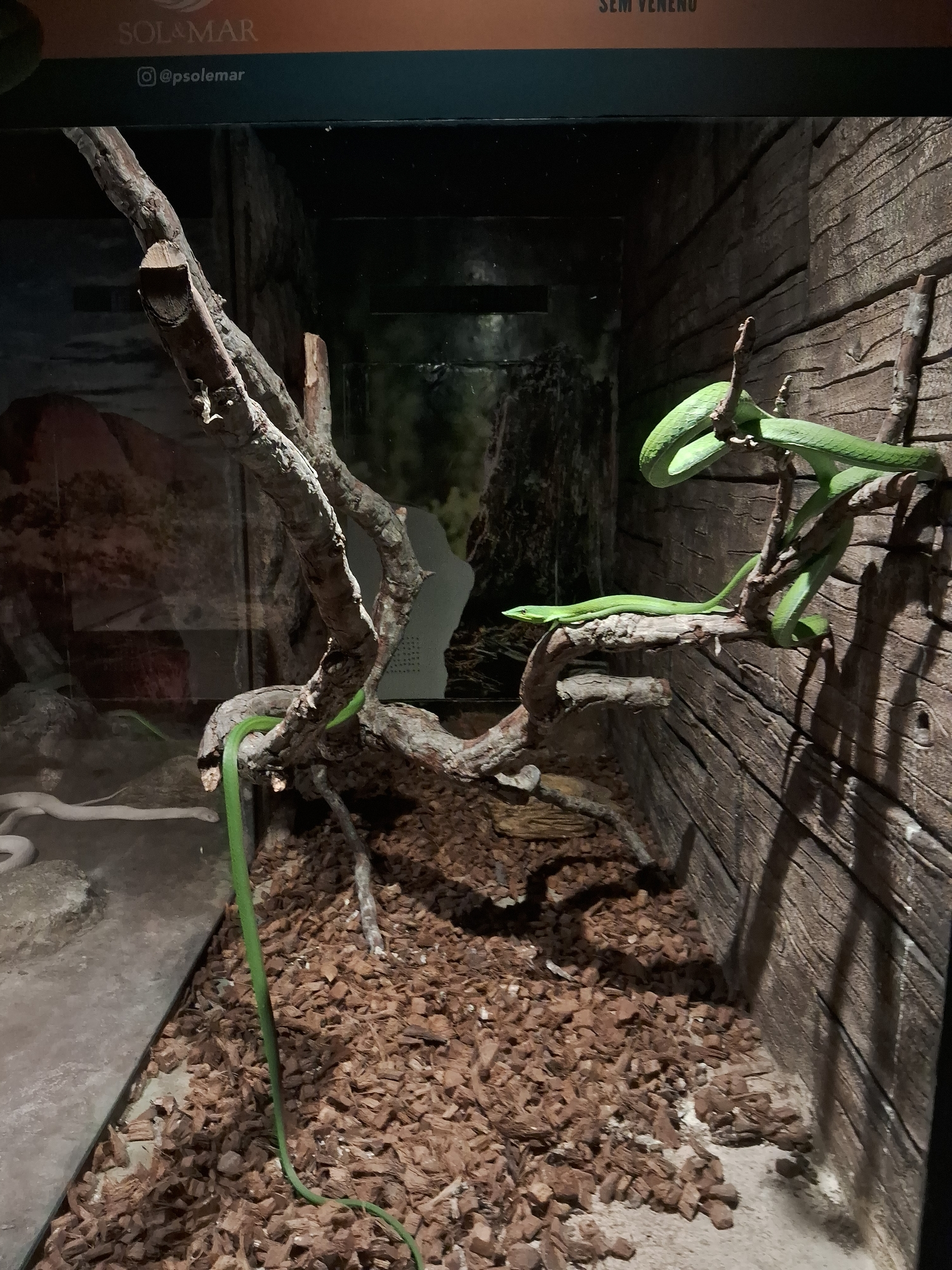
Cobra bicuda (Oxybelis fulgidus) em cativeiro em um zoológico